# Rodrigo Piñón
Rodrigo Piñón (Caracas, Venezuela; 18 de mayo de 1981) es un entrenador de fútbol venezolano de clubes y selecciones. También es profesional de la Antropología aplicada al deporte. Su último equipo fue el Necaxa de México, donde desempeñó el rol de asistente técnico y analista táctico del club. Es uno de los técnicos más jóvenes en debutar en el fútbol profesional venezolano con apenas 26 años de edad (en segunda división) y con 29 años en primera división. Conocido por ser parte del cuerpo técnico de Rafael Dudamel y de César Farías en la Selección de Venezuela.

## Reseña biográfica
Graduado en la Universidad Central de Venezuela (Caracas) en el año 2005, como Antropólogo Aplicado en Deportes, dio sus primeros pasos ese mismo año como integrante del cuerpo técnico de la selección de Venezuela en el Campeonato Sudamericano de Fútbol Sub-17 de 2005 disputado en la ciudad de Maracaibo. Con pasos importantes también por varios clubes de fútbol en Venezuela como Trujillanos F. C. o Carabobo F. C., en 2017 integró al cuerpo técnico de la Selección de fútbol sub-20 de Venezuela que conquistó el subcampeonato en la Copa Mundial de Fútbol Sub-20 de 2017

## Palmarés

### Campeonatos nacionales
| Título           | Club              | País      | Edición       |
| ---------------- | ----------------- | --------- | ------------- |
| Segunda División | Trujillanos FC    | Venezuela | Apertura 2006 |
| Segunda División | Atlético Trujillo | Venezuela | Apertura 2008 |
| Primera División | Deportivo Táchira | Venezuela | Clausura 2015 |
| Primera División | Deportivo Cali    | Colombia  | Clausura 2021 |

### Campeonatos amistosos
| Título                           | Club                         | País      | Año  |
| -------------------------------- | ---------------------------- | --------- | ---- |
| Torneo Clasificatorio Los Llanos | Selección de Trujillo Sub-20 | Venezuela | 2007 |

### Distinciones individuales
| Distinción                                                        | Año     |
| ----------------------------------------------------------------- | ------- |
| Campeón de la Segunda División de Venezuela con Atlético Trujillo | 2008    |
| Clasificación a Copa Pre-Sudamericana con Carabobo FC             | 2011    |
| Clasificación a Copa Pre-Sudamericana con Llaneros EF             | 2013    |
| Campeón de la Liga de Venezuela con Deportivo Táchira             | 2015    |
| Clasificación a cuartos de final de la Copa América               | 2016    |
| Tercer lugar en el Sudamericano Sub-20 de Ecuador                 | 2017    |
| Subcampeón en la Copa Mundial de Fútbol Sub-20 de 2017            | 2017    |
| Medalla de bronce en los Juegos Centroamericanos del Caribe       | 2017    |
| Medalla de plata en los Juegos Centroamericanos del Caribe        | 2018    |
| Clasificación a cuartos de final de la Copa América de Brasil     | 2019    |
| Participación en Copa Sudamericana con Atlético Mineiro           | 2020    |
| Participación en Copa Libertadores con Universidad de Chile       | 2021    |
| Campeón de la Liga Colombiana segundo semestre con Deportivo Cali | 2021-II |
| Participación en Copa Libertadores con Deportivo Cali             | 2022    |
| Participación en la Leagues Cup con Necaxa                        | 2023    |

## Selecciones

### Como asistente técnico
| Selección          | Periodo            | Periodo             |
| Selección          | De                 | A                   |
| ------------------ | ------------------ | ------------------- |
| Venezuela absoluta | 1 de abril de 2016 | 20 de enero de 2020 |

| Copa América            | Sede           | Resultado        |
| ----------------------- | -------------- | ---------------- |
| Copa América Centenario | Estados Unidos | Cuartos de final |
| Copa América 2019       | Brasil         | Cuartos de final |

## Clubes

### Como asistente técnico
| Club                 | País      | Año       | Asistente de   |
| -------------------- | --------- | --------- | -------------- |
| Carabobo FC          | Venezuela | 2011      | Manuel Correa  |
| Deportivo La Guaira  | Venezuela | 2012      | Charles López  |
| Deportivo Táchira    | Venezuela | 2014      | Daniel Farías  |
| Carabobo FC          | Venezuela | 2016      | Marcos Mathías |
| Atlético Mineiro     | Brasil    | 2019/2020 | Rafael Dudamel |
| Universidad de Chile | Chile     | 2020/2021 | Rafael Dudamel |
| Deportivo Cali       | Colombia  | 2021/2022 | Rafael Dudamel |
| Necaxa               | México    | 2023      | Rafael Dudamel |

### Como entrenador
| Equipo              | País      | Periodo                 | Periodo                  |
| Equipo              | País      | Desde                   | Hasta                    |
| ------------------- | --------- | ----------------------- | ------------------------ |
| Atlético Trujillo   | Venezuela | 23 de noviembre de 2007 | 15 de mayo de 2009       |
| Atlético Venezuela  | Venezuela | 3 de abril de 2009      | 12 de diciembre de 2009  |
| Llaneros de Guanare | Venezuela | 19 de enero de 2013     | 25 de septiembre de 2013 |